# Lotta libera ai Giochi della XVII Olimpiade - Pesi welter
La competizione della categoria pesi welter (fino a 73 kg) di lotta libera dei Giochi della XVII Olimpiade si è svolta dal 1º al 6 settembre 1960 alla Basilica di Massenzio a Roma.

## Formato
Ad ogni incontro venivano assegnate le seguenti penalità:
- 0 = Al vincitore per schienata
- 1 = Al vincitore ai punti
- 2 = In caso di pareggio
- 3 = Allo sconfitto ai punti
- 4 = Allo sconfitto per schienata

Con sei penalità o più il lottatore veniva eliminato. I tre lottatori rimasti disputavano un torneo finale con i risultati acquisiti nel precedenti turni.

## Risultati
| Legenda                                  | Legenda |
| ---------------------------------------- | ------- |
| Lottatore con 6 penalità o più Eliminato |         |

### 1º Turno
Si è disputato il 1º settembre.
| Vincitore            | Pen. | Risultato | Sconfitto            | Pen. |
| -------------------- | ---- | --------- | -------------------- | ---- |
| İsmail Oğan          | 1    | Ai Punti  | Vakht'ang Balavadze  | 3    |
| Udey Chand           | 1    | Ai Punti  | Joe Feeney           | 3    |
| Yutaka Kaneko        | 0    | Schienata | Musa Kazanov         | 4    |
| Coenraad de Villiers | 1    | Ai Punti  | Franz Berger         | 3    |
| Gaetano De Vescovi   | 1    | Ai Punti  | Juan Flores          | 3    |
| Emam Ali Habibi      | 0    | Schienata | Choi Myeong-Jong     | 4    |
| Åke Carlsson         | 1    | Ai Punti  | Veikko Rantanen      | 3    |
| Muhammad Bashir      | 0    | Schienata | Peter Amey           | 4    |
| Juan Rolón           | 1    | Ai Punti  | Sultan Mohammad Dost | 3    |
| Douglas Blubaugh     | 0    | Schienata | Kurt Boese           | 4    |
| Karl Bruggmann       | 0    | Schienata | Robert Clark         | 4    |
| Martin Heinze        | 0    | Esentato  |                      |      |

### 2º Turno
Si è disputato il 2 settembre.
| Vincitore            | Pen. | Risultato | Sconfitto            | Pen. |
| -------------------- | ---- | --------- | -------------------- | ---- |
| İsmail Oğan          | 2    | Ai Punti  | Martin Heinze        | 3    |
| Vakht'ang Balavadze  | 4    | Ai Punti  | Udey Chand           | 4    |
| Musa Kazanov         | 5    | Ai Punti  | Joe Feeney           | 6    |
| Yutaka Kaneko        | 0    | Schienata | Franz Berger         | 7    |
| Coenraad de Villiers | 1    | Schienata | Juan Flores          | 7    |
| Emam Ali Habibi      | 1    | Ai Punti  | Åke Carlsson         | 4    |
| Gaetano De Vescovi   | 1    | Schienata | Choi Myeong-Jong     | 8    |
| Muhammad Bashir      | 1    | Ai Punti  | Juan Rolón           | 4    |
| Peter Amey           | 5    | Ai Punti  | Sultan Mohammad Dost | 6    |
| Douglas Blubaugh     | 0    | Schienata | Karl Bruggmann       | 4    |
| Kurt Boese           | 4    | Schienata | Robert Clark         | 8    |
|                      |      | Ritirato  | Veikko Rantanen      | 8    |

### 3º Turno
Si è disputato il 3 settembre.
| Vincitore          | Pen. | Risultato   | Sconfitto            | Pen. |
| ------------------ | ---- | ----------- | -------------------- | ---- |
| Martin Heinze      | 5    | = Parità =  | Vakht'ang Balavadze  | 6    |
| İsmail Oğan        | 2    | Schienata   | Udey Chand           | 8    |
| Musa Kazanov       | 6    | Ai Punti    | Coenraad de Villiers | 4    |
| Gaetano De Vescovi | 1    | Schienata   | Yutaka Kaneko        | 4    |
| Emam Ali Habibi    | 2    | Ai Punti    | Muhammad Bashir      | 4    |
| Åke Carlsson       | 4    | Schienata   | Peter Amey           | 9    |
| Douglas Blubaugh   | 0    | Per forfait | Juan Rolón           | 8    |
| Karl Bruggmann     | 5    | Ai Punti    | Kurt Boese           | 7    |

### 4º Turno
Si è disputato il 5 settembre.
| Vincitore        | Pen. | Risultato | Sconfitto            | Pen. |
| ---------------- | ---- | --------- | -------------------- | ---- |
| Yutaka Kaneko    | 4    | Schienata | Martin Heinze        | 9    |
| İsmail Oğan      | 3    | Ai Punti  | Coenraad de Villiers | 7    |
| Emam Ali Habibi  | 3    | Ai Punti  | Gaetano De Vescovi   | 4    |
| Douglas Blubaugh | 0    | Schienata | Åke Carlsson         | 8    |
| Muhammad Bashir  | 4    | Schienata | Karl Bruggmann       | 9    |

### 5º Turno
Si è disputato il 6 settembre.
| Vincitore        | Pen. | Risultato | Sconfitto          | Pen. |
| ---------------- | ---- | --------- | ------------------ | ---- |
| İsmail Oğan      | 4    | Ai Punti  | Yutaka Kaneko      | 7    |
| Muhammad Bashir  | 5    | Ai Punti  | Gaetano De Vescovi | 7    |
| Douglas Blubaugh | 0    | Schienata | Emam Ali Habibi    | 7    |

### Turno finale
| Vincitore        | Pen. | Risultato | Sconfitto       | Pen. |
| ---------------- | ---- | --------- | --------------- | ---- |
| İsmail Oğan      |      | Ai Punti  | Muhammad Bashir |      |
| Douglas Blubaugh |      | Ai Punti  | İsmail Oğan     |      |
| Douglas Blubaugh |      | Schienata | Muhammad Bashir |      |

## Classifica finale
| Pos.    | Atleta               | Nazione          |
| ------- | -------------------- | ---------------- |
| Oro     | Douglas Blubaugh     | Stati Uniti      |
| Argento | İsmail Oğan          | Turchia          |
| Bronzo  | Muhammad Bashir      | Pakistan         |
| 4       | Gaetano De Vescovi   | Italia           |
| 4       | Emam Ali Habibi      | Iran             |
| 4       | Yutaka Kaneko        | Giappone         |
| 7       | Coenraad de Villiers | Sudafrica        |
| 8       | Åke Carlsson         | Svezia           |
| 9       | Karl Bruggmann       | Svizzera         |
| 9       | Martin Heinze        | Germania         |
| 11      | Vakht'ang Balavadze  | Unione Sovietica |
| 11      | Musa Kazanov         | Bulgaria         |
| 13      | Kurt Boese           | Canada           |
| 14      | Juan Rolón           | Argentina        |
| 14      | Udey Chand           | India            |
| 16      | Peter Amey           | Gran Bretagna    |
| 17      | Sultan Mohammad Dost | Afghanistan      |
| 17      | Joe Feeney           | Irlanda          |
| 19      | Franz Berger         | Austria          |
| 19      | Juan Flores          | Messico          |
| 21      | Choi Myeong-Jong     | Corea del Sud    |
| 21      | Robert Clark         | Australia        |
| 23      | Veikko Rantanen      | Finlandia        |